# Gniewoszów (Międzylesie)

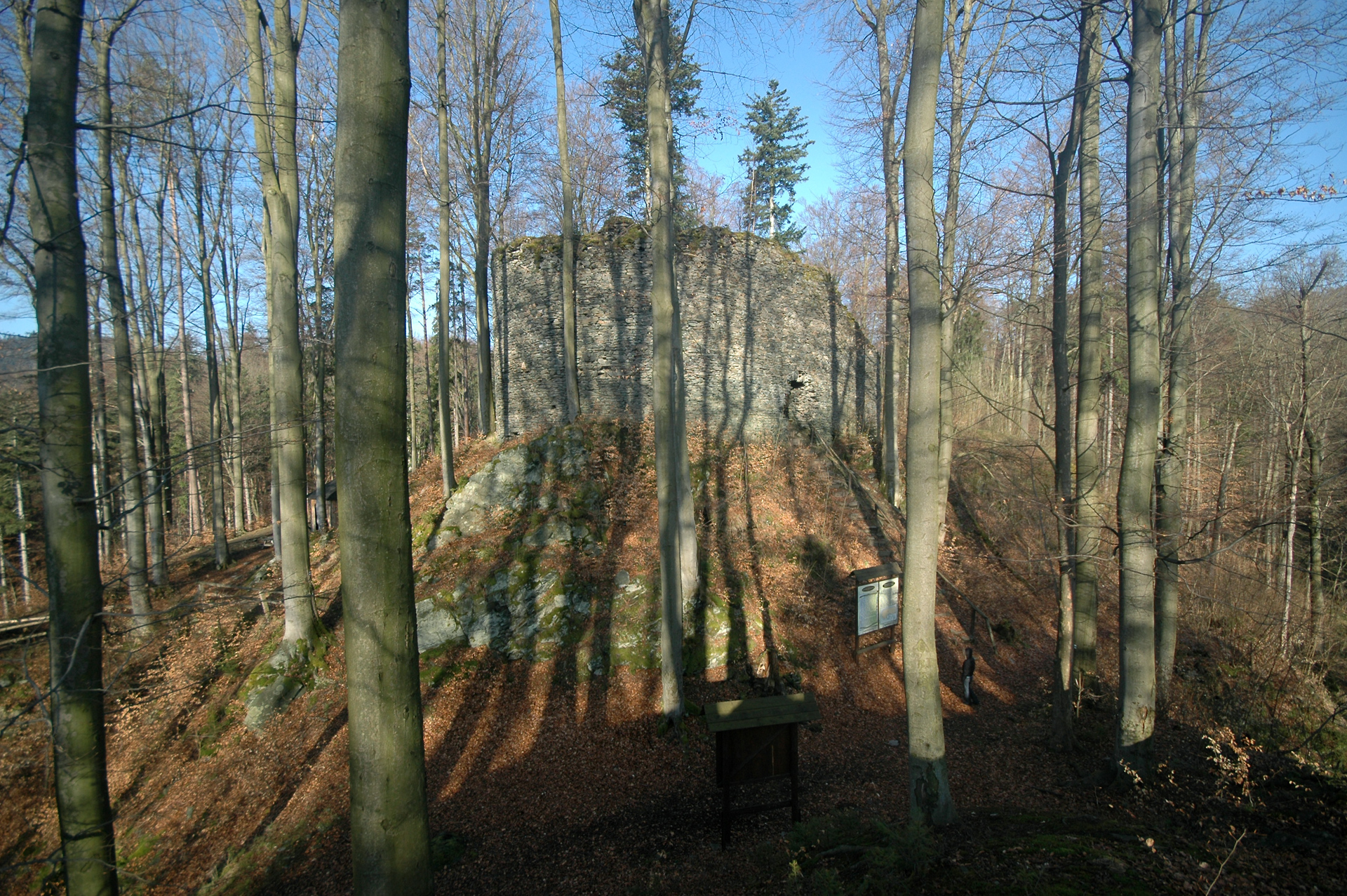
Ruinenreste der Burg Schnallenstein

Gniewoszów (deutsch: Seitendorf) ist ein Ort in der Stadt- und Landgemeinde Międzylesie (Mittelwalde) im Powiat Kłodzki der Woiwodschaft Niederschlesien in Polen. Es liegt sieben Kilometer nordwestlich von Międzylesie (Mittelwalde). 

## Geographie
Das Dorf liegt in den südlichen Ausläufern des Habelschwerdter Gebirges unweit der Grenze zu Tschechien.
Nachbarorte sind Poręba (Lichtenwalde) im Norden, Długopole Górne (Oberlangenau) und Domaszków (Ebersdorf) im Nordosten, Roztoki (Schönfeld) und Różanka (Rosenthal) im Südosten, das tschechische Horní Orlice (Hohenerlitz) im Südwesten und Poniatów (Peucker) im Nordwesten. Im Südosten liegt die Ruine der Schnallenstein, im Norden der 739 m hohe Jedlnik (Dreitannenberg). Auf einem markierten Weg können die in der Nähe liegenden unter Naturschutz stehenden Salzhöhlen (Solna Jama) erreicht werden. Durch den Ort führt die Woiwodschaftsstraße 389 von Międzylesie nach Duszniki-Zdrój (Bad Reinerz).

## Geschichte
Seitendorf wurde erstmals 1358 erwähnt. Es gehörte zur Burg Schnallenstein und fiel mit dieser zusammen nach deren Zerstörung 1428 durch die Hussiten an den böhmischen Landesherrn. 1560 war es zur Pfarrkirche von Oberlangenau gewidmet. 1568 wurde von den damals lutherischen Einwohnern eine Kirche aus Holz errichtet, die nach 1622 als katholisches Gotteshaus diente. 1633 starben 81 Einwohner an der Pest. Mit Erlaubnis des Prager Konsistoriums wurde 1693–1694 eine Kirche aus Stein errichtet, die dem hl. Michael geweiht wurde und zunächst eine Filialkirche von Ebersdorf war. 1665 wurde Seitendorf der wieder errichteten Pfarrei Rosenthal zugewiesen. 
1684 wurde Seitendorf zusammen mit anderen Kammerdörfern im Distrikt Habelschwerdt vom Glatzer Landeshauptmann Michael Wenzel von Althann erworben, dem bereits die benachbarten Herrschaften Mittelwalde, Wölfelsdorf und Schönfeld gehörten. Er bildete aus den neu erworbenen Dorfschaften und den Nieder- und Oberlangenauer Anteilen die Herrschaft Schnallenstein, deren Hauptort Rosenthal war, so dass sie auch als „Herrschaft Rosenthal“ bezeichnet wurde. Das Freirichtergut, zu dem u. a. zwölf Gärtner- und Häuslerstellen gehörten, blieb selbständig.
Nach dem Ersten Schlesischen Krieg 1763 und endgültig mit dem Hubertusburger Frieden 1763 fiel HSeitendorf zusammen mit der Grafschaft Glatz an Preußen. Nach der Neugliederung Preußens gehörte es seit 1815 zur Provinz Schlesien und war zunächst dem Landkreis Glatz eingegliedert. 1818 erfolgte die Umgliederung in den Landkreis Habelschwerdt, zu dem es bis 1945 gehörte. 1939 wurden 316 Einwohner gezählt.
Als Folge des Zweiten Weltkriegs fiel Seitendorf 1945, wie fast ganz Schlesien, an Polen und wurde in Gniewoszów umbenannt. Die deutsche Bevölkerung wurde – soweit sie nicht schon vorher geflohen war – vertrieben. Die neu angesiedelten Bewohner waren teilweise Zwangsumgesiedelte aus Ostpolen, das an die Sowjetunion gefallen war. Wegen der abgelegenen Lage verließen zahlreiche der neuen polnischen Einwohner Gniewoszów wieder, so dass die Einwohnerzahl stark zurückging. 1975–1998 gehörte das Dorf zur Woiwodschaft Wałbrzych (Waldenburg).

## Sehenswürdigkeiten
- Katholische Kirche St. Michael von 1693. Der Hochaltar stammt aus dem Jahre 1787.